# Onze-Lieve-Vrouw en Sint-Pieterskerk

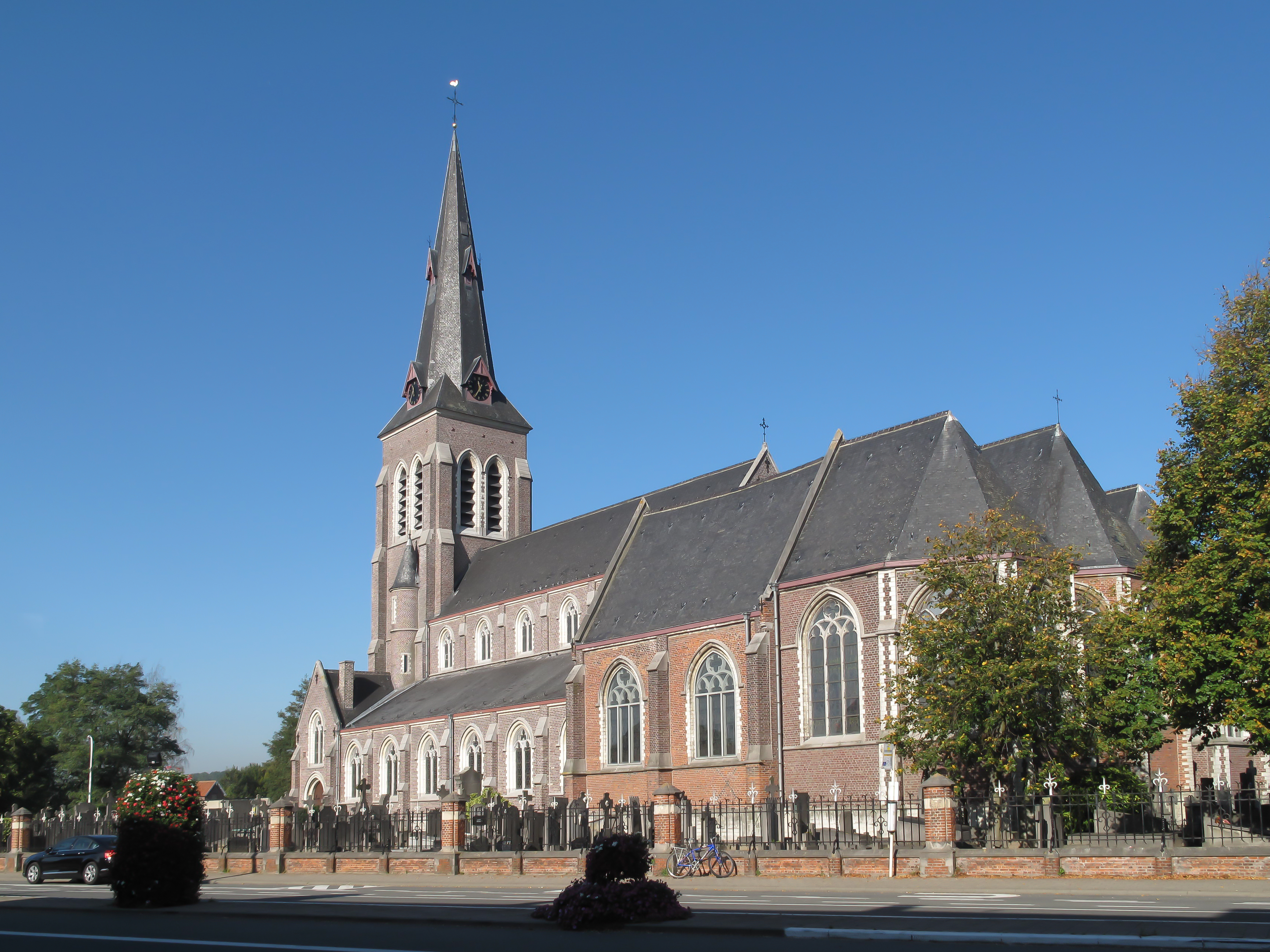
Onze-Lieve-Vrouw en Sint-Pieterskerk

De Onze-Lieve-Vrouw en Sint-Pieterskerk is de parochiekerk van het Oost-Vlaamse dorp Zaffelare, deelgemeente van Lochristi.

## Geschiedenis
De kerk werd voor het eerst vermeld in 1246. Het patronaatsrecht berustte bij de Sint-Pietersabdij te Gent. Het was een kruiskerk. Deze werd tijdens de godsdiensttwisten door de beeldenstormers vernield en vanaf 1584 begon het herstel. In 1604 kwam er een nieuwe Mariakapel, in 1626-1627 werd het hoofdkoor vergroot, in 1655 werden de zijbeuken aangebouwd en in de opvolgende jaren werd de kerk verder aangepast en vergroot. Aldus ontstond een laatgotisch kerkgebouw. Vanaf 1812 werd de kerk dan weer tot een neoclassicistisch bouwwerk omgevormd naar ontwerp van Louis Minard.
Vanaf 1893 werd gewerkt aan de bouw van een nieuwe kerk. In 1897 werd een nieuw schip gebouwd, maar voorlopig was er nog geen toren. Hoofdkoor en zijkoren werden gerestaureerd, en van 1902-1903 werden in de zijkoren nieuwe apsissen gebouwd. In 1906-1907 werd de nieuwe toren gebouwd en in 1907 werd de nieuwe kerk ingewijd.

## Gebouw
Het betreft een driebeukige bakstenen basilicale kerk met voorgebouwde toren. De toren is 51 meter hoog en telt vier geledingen. Zijn schip en toren uitgevoerd in neogotische trant, het laatgotisch koor is van 1627 en bevat nog twee 15e-eeuwse pilaren met bladkapiteel. De zijkoren zijn van 1655-1657, gewijd aan Onze-Lieve-Vrouw en Sint-Jozef, welke laatste voordien aan Sint-Sebastiaan was gewijd. De driezijdige afsluiting van de zijkoren is van 1903.